# Douangchay Phichit
Douangchay Phichit (tiếng Lào: ດວງໃຈ ພິຈິດ, phiên âm tiếng Việt: Đuông-chay Phi-chít) là một tướng lĩnh Quân đội nhân dân Lào, hàm Thượng tướng.
Ông sinh ngày 5 tháng 4 năm 1944 tại tỉnh Attapeu. Ông từng giữ chức Ủy viên Bộ Chính trị Đảng Nhân dân Cách mạng Lào, Phó Thủ tướng, Bộ trưởng Bộ Quốc phòng Lào.
Ngày 17 tháng 5 năm 2014, ông thiệt mạng cùng phu nhân trong vụ tai nạn máy bay AN-74-300 tại làng Nadee, huyện Paek, tỉnh Xiengkhuang. Máy bay gặp nạn chở 19 quan chức Lào tới dự lễ kỷ niệm 55 năm ngày giải phóng Cánh đồng Chum tại Xiengkouang, có một quan chức sống sót.